# Capitalitat Cultural Valenciana
La Capitalitat Cultural Valenciana és una designació impulsada per l'Institut Valencià de Cultura, organisme depenent de la Conselleria de Cultura de la Generalitat, que s'atorga durant el període d'un any a dos municipis del País Valencià, una ciutat i un poble (amb la xifra de 5.000 habitants com a divisòria entre les dues modalitats), que hagen presentat la millor proposta quant a la qualitat i la quantitat d'esdeveniments culturals.
La concurrència al procediment de designació està oberta a tots els municipis del territori que desitgen participar-hi, i un jurat selecciona la proposta que complisca amb "una carta de motivació, un projecte d’activitats de durada anual, un estudi de les infraestructures culturals disponibles al municipi i un informe de les despeses que anualment s'hi dediquen a matèries culturals". La recepció de la Capitalitat Cultural representa una inversió de la Conselleria en matèria d'espectacles culturals: exposicions, representacions teatrals, congressos de cultura, etc.

## Les Capitalitats Culturals Valencianes
- Any 2017-18

Gandia (única capital)
- Any 2018-19

Sagunt (ciutat) | Potries (poble)
- Any 2019-20

Altea (ciutat) | Vilafranca (poble)
- Any 2020-21

Alcoi (ciutat) | Bocairent (poble)
- Any 2021-22

Alzira (ciutat) | Aielo de Malferit (poble)